# 石州慢
石州慢，词牌名。双调一百零七字，前阕四仄韵、后阕五仄韵，本调常用入声韵。

## 词牌格式
仄仄平平，仄平平仄（或平仄仄平），仄平平仄。平平仄仄平平，仄仄仄平平仄。仄平平仄，平平仄仄平平，平平仄仄平平仄。仄仄仄平平，仄平平平仄（上一下四或上三下二）。
平仄。仄平平仄，仄仄平平，仄平平仄。仄仄平平，仄仄仄平平仄。仄平平仄，平平仄仄平平，平平仄仄平平仄。仄仄仄平平，仄平平平仄（上一下四或上三下二）。

## 例詞
張元幹
寒水依痕，春意漸回，沙際煙闊。溪梅晴照生香，冷蕊數枝爭發。天涯舊恨，試看幾許消魂？長亭門外山重疊。不盡眼中青，是愁來時節。
情切，畫樓深閉，想見東風，暗消肌雪。孤負枕前云雨，尊前花月。心期切處，更有多少淒涼，殷勤留與歸時說。到得再相逢，恰經年離別。